# العزيزات الشمالية (أولاد غانم)
العزيزات الشمالية هي إحدى مشيخات المملكة المغربية، تتبع جغرافيا و إداريا لإقليم الجديدة و لجماعة أولاد غانم. يقدر عدد سكانها بـ 6704 نسمة حسب الإحصاء الرسمي للسكان والسكنى لسنة 2004.